# Cyathula strigosa
Cyathula strigosa är en amarantväxtart som beskrevs av Karl Suessenguth. Cyathula strigosa ingår i släktet Cyathula, och familjen amarantväxter. Inga underarter finns listade i Catalogue of Life.